# 谢尔比·麦克尤恩
谢尔比·麦克尤恩，OLY（1996年4月6日—），美国男子田径运动员，主攻跳高，2024年世界室内田径锦标赛男子跳高银牌得主，2024年巴黎奥运会男子跳高银牌得主。

## 职业生涯
2015年至2017年间，麦克尤恩就读于西北密西西比社区学院，他是篮球队的成员，并以独立身份参加田径比赛。之后，他开始为阿拉巴马红潮参赛，参与了2018年和2019年的室内和室外田径赛季。
2019年，他在室内跳高比赛中跳出2.31米，在室外跳高比赛中跳出2.30米，并在2019年美国田径锦标赛中获得第二名，成功获得了2019年世界田徑錦標賽的参赛资格，在比赛中仅差一名没有晋级决赛。
2021年5月22日，他在亚利桑那跳出2.33米，达到了2020年夏季奥运会的标准，随后在2020年美国奥运选拔赛中以2.30米获得第三名。他在2020年东京奥运会上以2.27米的成绩获得第十二名。
在2024年巴黎奥运会上，麦克尤恩创造个人最好成绩跳出了2.36米，与新西兰的哈米什·克尔并列排在第一；两人被告知可以选择共享金牌。克尔希望进行加赛，麦克尤恩同意了。最终，麦克尤恩在加赛中输给了克尔，获得银牌。